# Каш
Каш (на китайски: 喀什河; на пинин: Kāshí Hé) е река в Западен Китай, в Синдзян-уйгурски автономен регион, десен приток на Или. Дължина около 350 km, площ на водосборния басейн над 10 000 km². Река Каш води началото си от ледниците в масива Ирен Хабирга (в Източен Тяншан), на 3227 m н.в. В горното и средното си течение протича в западно направление, предимно в сравнително широка долина между тяншанските хребети Борохоро (на север) и Аврал Ула (на юг). На места в средното и долно течение долината ѝ се стеснява до тесни дефилета, където са изградени преградните стени на два големи язовира. Влива се отдясно в река Или (неин най-голям приток), на 694 m н.в., при град Ямату. Получава множество къси и маловодни притоци, стичащи се от двата съседни хребета. Има снежно-ледниково подхранване с ясно изразено лятно пълноводие. Среден годишен отток в долното течение 127 m²/s, максимален над 700 m²/s. Водите ѝ основно се използват за напояване и добив на електроенергия. По течението ѝ (предимно в средното течение) са разположени множество малки села, населението на които се занимава със земеделие.